# Lorellana tropicana
Lorellana tropicana är en insektsart som beskrevs av Delong och Hermann Julius Kolbe 1975. Lorellana tropicana ingår i släktet Lorellana och familjen dvärgstritar. Inga underarter finns listade i Catalogue of Life.